# Nußdorf-Debant
Nußdorf-Debant – gmina targowa w Austrii, w kraju związkowym Tyrol, w powiecie Lienz. Liczy 3242 mieszkańców (1 stycznia 2015).